# Костел Марії Магдалини (Дукля)
Костел Марії Магдалини в Дуклі — культова споруда, парафіяльний храм Римсько-католицької церкви в м. Дукля (Підкарпатського воєводства, Польща).

## Історія

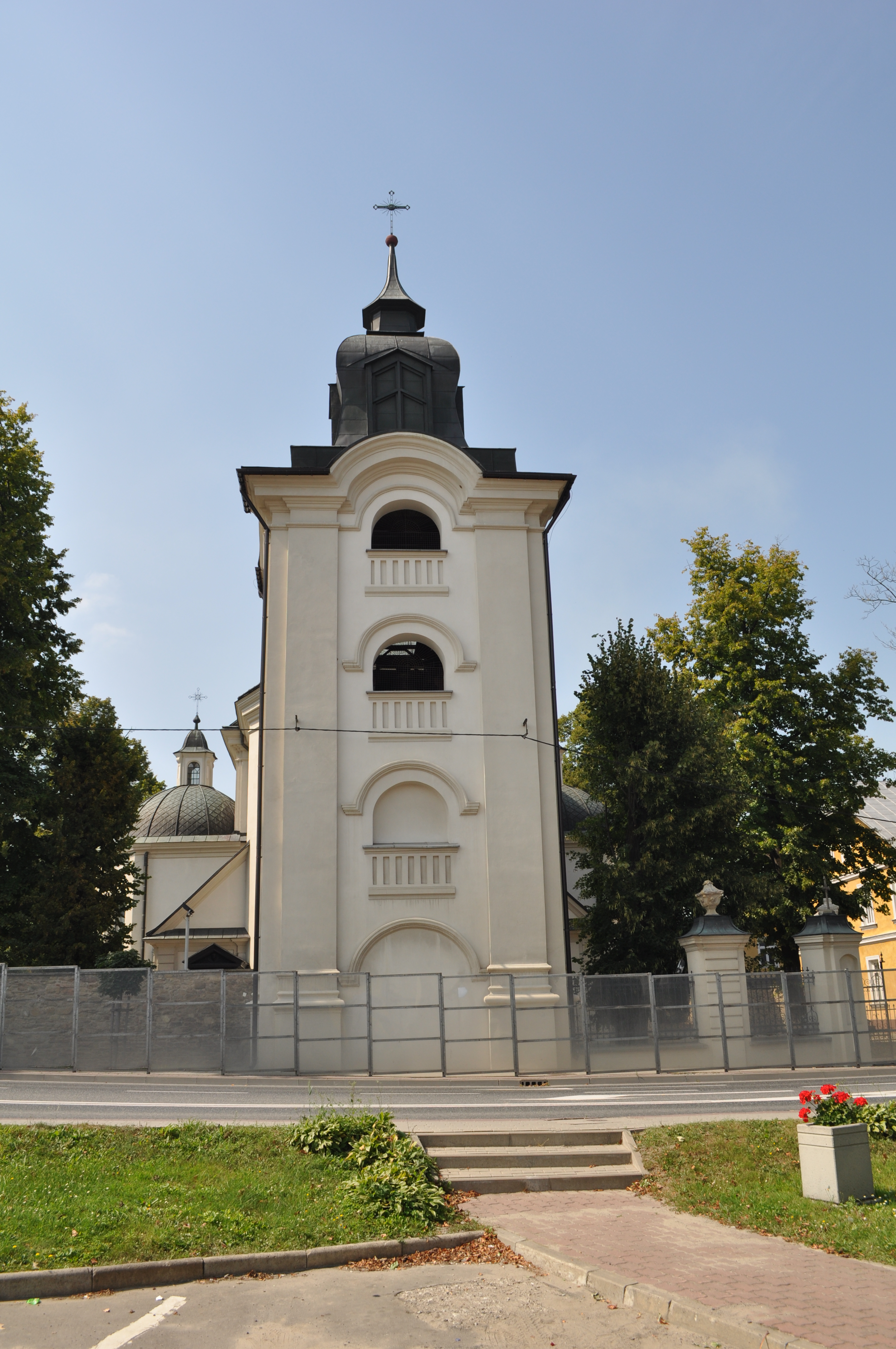
Дзвіниця костелу

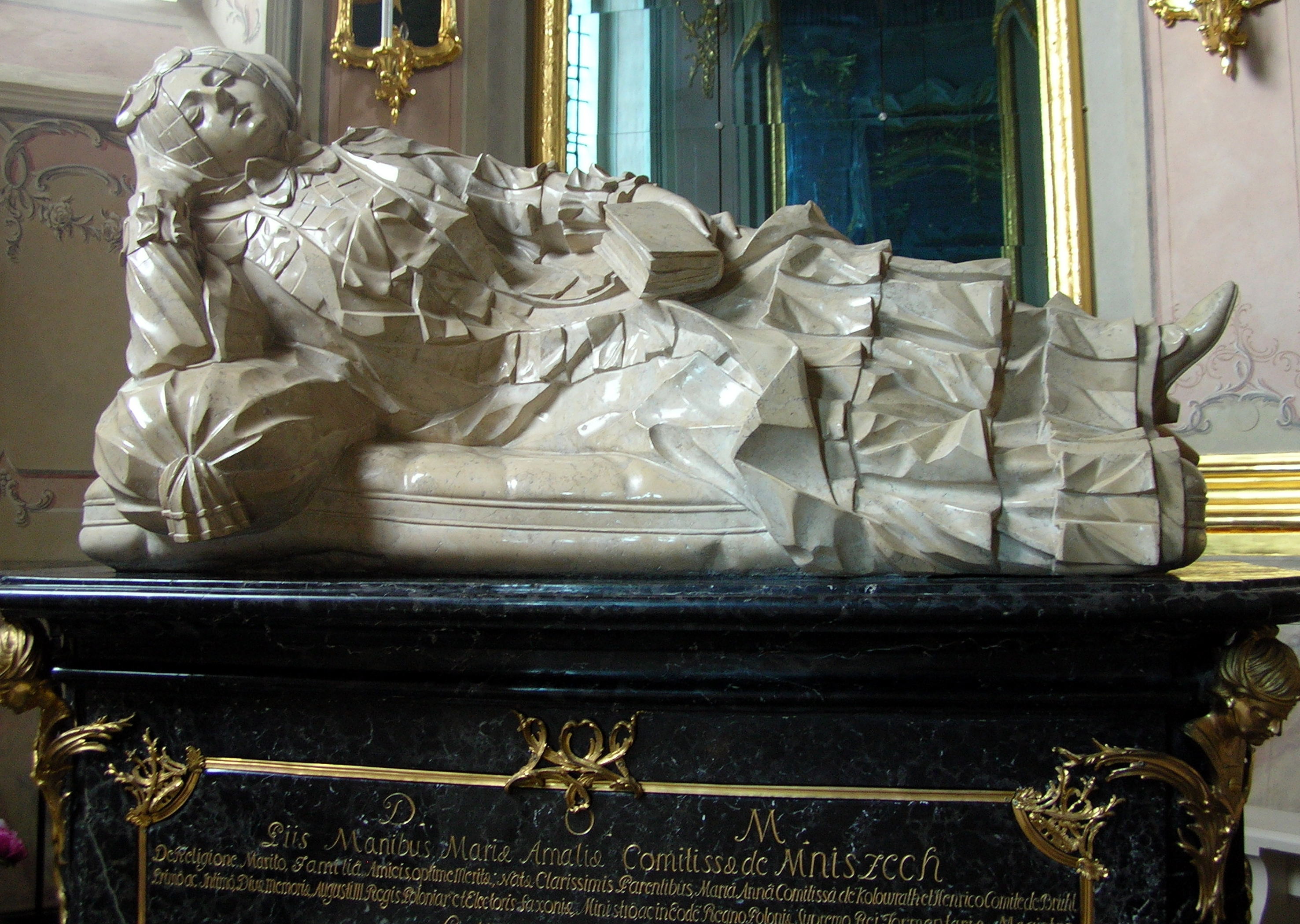
Надгробок Марії Амелії Мнішек з Брюлів

Перший костел Марії Магдалини збудували близько 1461 року. Храм мав мурований презбітерій і дерев'яну наву. У 1738 році костел сильно знищила пожежа.
Сучасний костел побудований 1770 року, час його консекрації (освячення) невідомий.

## Опис
Костел збудований у стилі пізнього бароко. Має дві симетрично розташовані еліптичні каплиці. Дзвіниця розташована неподалік костелу. В інтер'єрі храму є багато рококових прикрас.
Окраса храму — архітектурний головний вівтар, у плані має форму відкритого еліпса, мальований переважно білою фарбою. Має позолоту, чотири білі статуї святих (на думку польських дослідників, білим кольором (схожість з порцеляною) розмальовували скульптури пізнього львівського рококо, наслідуючи при цьому південно-німецькі зразки).
Проповідальниця, потрапити на яку можна по сходах з презбітерію, прикрашена різьбленими статуями; зокрема, її кіш — постатями чотирьох сидячих євангелістів.
Польський художник Тадеуш Попель розписував костел (фрески).

### Надгробки
У костелі є два мистецькі надгробки. Перший — різьблений у весь зріст лежачий надгробок Марії Амелії з Брюлів (пол. Maria Amelia Brühl, 1736—30.4.1772), — передчасно померлої дружини дідича Дуклі Єжи Августа Вандаліна Мнішека, який оплатив його виготовлення і встановлення у храмі. Автором надгробка вважали львівського скульптора Івана (Яна) Оброцького. За іншими даними, правдоподібно, надгробок виготовив інший львівський скульптор Франциск Олендзький.
Другий надгробок — у передсінку костелу, виготовлений з чорного мармуру і білого стукко ампіровий надгробок дідича Дуклі, барського конфедерата, остшешувського старости Францішека Стадницького (1742—1810), похованого під презбітеіумом костелу.

## Мистецька проблематика
Ян К. Островський припускав, що автором якихось різьбярських робіт у костелі на початку 1770-х років був невідомий скульптор, якого він тимчасово називав «майстер вівтаря святого Валентина» (він вирізьбив персоніфікації чеснот для вівтаря цього святого в костелі Внебовзяття Пресвятої Діви Марії в селі Наварія); також цей майстер виконав різьбярські роботи для бічних вівтарів парафіяльного костелу в Бучачі.